# Vîșenkî, Ostroh
Vîșenkî (în ucraineană Вишеньки) este un sat în comuna Ukraiinka din raionul Ostroh, regiunea Rivne, Ucraina.

## Demografie
Componența lingvistică a localității Vîșenkî
     Ucraineană (99,47%)
     Alte limbi (0,53%)
Conform recensământului din 2001, majoritatea populației localității Vîșenkî era vorbitoare de ucraineană (99,47%), existând în minoritate și vorbitori de alte limbi.